# Fujiwara no Kiyotada
Fujiwara no Kiyotada (藤原 清正; X secolo – luglio 958) è stato un poeta giapponese waka del medio periodo Heian.

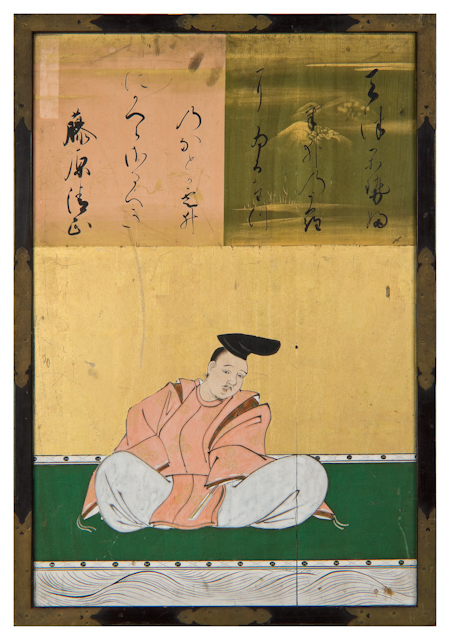
Fujiwara no Kiyotada.jpg di Kanō Naonobu, 1648

È nato nella linea Hokke, un ramo cadetto del clan Fujiwara, talvolta indicata come la "casa del nord". Fa parte del Sanjūrokkasen.

## Biografia
È il secondo figlio di Fujiwara no Kanesuke (Tsutsumi Chunagon - vice-consigliere di stato) anche lui uno dei Trentasei immortali della poesia. Sebbene il nome di sua madre non sia stato registrato, il Gosen Wakashū, un'antologia di poesie giapponesi, menziona il nome "Madre di Kiyotada" (清正母).
La sua pronipote Murasaki Shikibu fu l'autore del noto monogatari Genji monogatari. Il suo più alto grado di corte e stato Jugoinojo (Junior Fifth Rank, Upper Grade), mentre il suo ultimo incarico di governo era Kii no kami (Governatore della provincia di Kii).
Trentuno sue poesie furono raccolte nel Gosen Wakashū e altri successivi chokusen wakashū (antologia di poesia giapponese compilata per comando imperiale).

Ha lasciato una collezione personale Kiyotada-shū.